# Aeroportul Ataq
Aeroportul Ataq (IATA: AXK, ICAO: OYAT) este un aeroport din `Ataq, Guvernoratul Shabwah, Yemen.
Situat la o altitudine de 1.138 m, aeroportul dispune de o singură pistă.